# (21692) 1999 RH44
1999 أر إتش 44 (ويعرف أيضًا باسم (21692) 1999 أر إتش 44 وفق تسمية الكوكب الصغير) (بالإنجليزية: 1999 RH44)‏ هو كويكب ضمن حزام الكويكبات؛ وترتيبه 21692 من حيث الاكتشاف.
اكتُشف هذا الجُرم الفلكي بواسطة جون بروفتون في 15 سبتمبر 1999.

## وصلات خارجية
- (21692) 1999 RH44 في قاعدة بيانات مختبر الدفع النفاث لأجرام النظام الشمسي الصغيرة

- الاكتشاف · مخطط المدار ·  العناصر المدارية · المعلمات المادية

- (21692) 1999 RH44 على موقع ويكي سكاي: DSS2, SDSS, GALEX, IRAS, Hydrogen α, X-Ray, Astrophoto, Sky Map, Articles and images